# Laura Moylan
Laura Moylan (* 27. Februar 1983 in Canberra) ist eine australische Schachspielerin.

## Leben
Laura Moylan stammt ursprünglich aus Canberra, wo sie das Copland College im Vorort Melba besuchte, lebt aber inzwischen in Sydney. Ihr Schachlehrer war Geoffrey T. Butler. Selber unterrichtet sie Schach an der Sydney Academy of Chess und betreut die angeschlossenen Vereine Beecroft Junior Chess Club und Hornsby Junior Chess Club. Bei der New South Wales Chess Association bekleidet sie das Amt der Pressesprecherin.

## Erfolge
1995 belegte sie als Zwölfjährige bei der australischen U18-Meisterschaft der weiblichen Jugend in Canberra einen geteilten dritten Platz. Die Meisterschaft gewann sie ein Jahr später. Bei der offenen australischen U18-Meisterschaft 1999 in Hervey Bay wurde sie hinter David Smerdon Zweite. Im April 1999 gewann sie das ozeanische Zonenturnier der Frauen, welches in Gold Coast stattfand. Beim ozeanischen Zonenturnier (weiblich) 2002 in Korolevu auf Viti Levu belegte sie einen geteilten dritten Platz. Im März 2003 belegte sie in Sydney bei einem Einladungsturnier der University of New South Wales hinter George Wendi Xie den zweiten Platz. Im Februar 2006 belegte sie den zweiten Platz bei der Stadtmeisterschaft von Sydney.
Mit der australischen Frauennationalmannschaft nahm sie an vier Schacholympiaden teil: 2000 und 2002 noch als Reservespielerin, 2006 am zweiten und 2008 am dritten Brett. Ihren erfolgreichsten Auftritt bei einer Schacholympiade hatte sie im Jahr 2000 in Istanbul. Mit 8 Punkten aus 9 Partien erhielt sie eine individuelle Silbermedaille.
Laura Moylan trägt den Titel Internationaler Meister der Frauen (WIM) seit ihrem Gewinn des Zonenturniers 1999. Sie läge auf dem vierten Platz der australischen Elo-Rangliste der Frauen (Stand: Januar 2025), wird aber als inaktiv geführt, da sie seit der Schacholympiade 2008 keine Elo-gewertete Partie mehr gespielt hat.